# 道格·佩登
道格·佩登（英語：Doug Peden，1916年4月18日—2005年4月11日），加拿大男子篮球运动员。他曾代表加拿大获得1936年夏季奥运会篮球比赛男子银牌。他于2005年在不列颠哥伦比亚省維多利亞去世。